# Paramacrochiron amboinense
Paramacrochiron amboinense is een eenoogkreeftjessoort uit de familie van de Macrochironidae. De wetenschappelijke naam van de soort is voor het eerst geldig gepubliceerd in 2005 door Mulyadi.